# Kapałkowa Grań

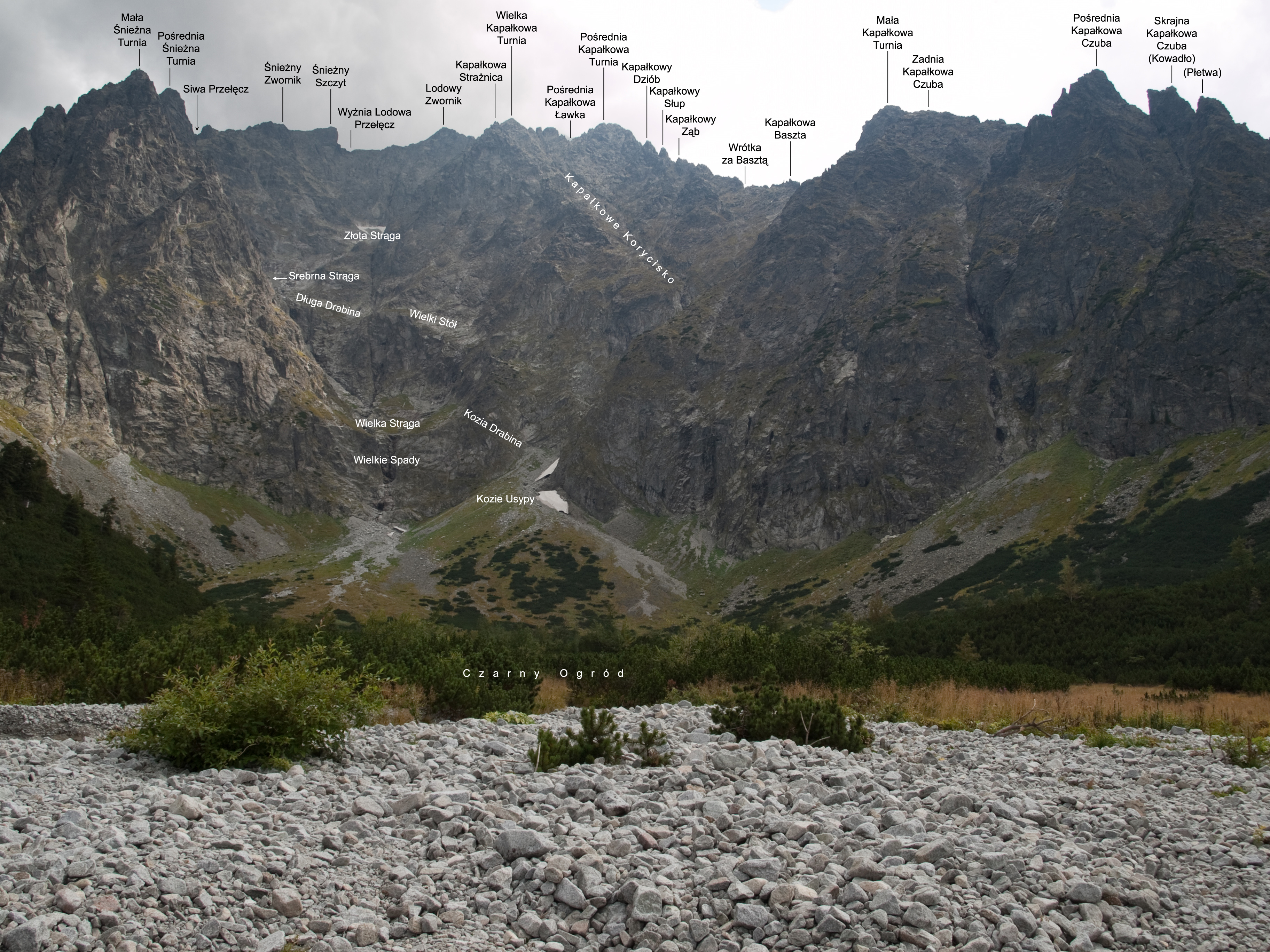
Kapałkowa Grań (podpisane obiekty)

Kapałkowa Grań (słow. hrebeň Ľadových veží, niem. Grat der Eistaler Türme, węg. Jégvölgyi tornyok gerinc) – długa tatrzańska grań boczna w masywie Lodowego Szczytu odchodząca od Lodowego Zwornika w grani głównej słowackich Tatr Wysokich. Oddziela ona Dolinę Suchą Jaworową od Doliny Śnieżnej i Doliny Czarnej Jaworowej. Turnie znajdujące się w niej mają zbiorową nazwę Kapałkowe Turnie. Na żaden z obiektów w tej grani nie prowadzą szlaki turystyczne.
Od Lodowego Zwornika grań wiedzie w kierunku zachodnim z odchyleniem na północny zachód. Kończy się Kapałkową Uboczą, opadającą do głównej gałęzi Doliny Jaworowej. W jej górne partie wcina się Kapałkowe Korycisko, w dolne – Zadni Kapałkowy Żleb. Grań ma długość około 2 km.
Nazewnictwo Kapałkowej Grani pochodzi od Kapałkowej Uboczy, która to wywodzi się od góralskiego nazwiska Kapałka. W starszej literaturze Kapałkowe Turnie bywają czasami błędnie określane nazwą Sobkowe Turnie – dotyczy ona obiektów w pobliskiej Sobkowej Grani.
Obiekty w Kapałkowej Grani, począwszy od Lodowego Zwornika:
- Wyżnia Kapałkowa Ławka (Vyšná Goralská štrbina),
- Kapałkowy Kopiniak (Goralský hrb),
- Sucha Ławka (Vyšná Magurská lávka),
- Wielka Kapałkowa Turnia (Veľká Ľadová veža) – w jej bocznej grani wznosi się Kapałkowa Strażnica (Ľadová strážnica),
- Pośrednia Kapałkowa Ławka (Goralská štrbina),
- Pośrednia Kapałkowa Turnia (Prostredná Ľadová veža),
- Wrótka za Dziobem (Vrátka za Ľadovým pazúrom),
- Kapałkowy Dziób (Ľadový pazúr),
- Wrótka za Słupem (Vrátka za Ľadovým stĺpom),
- Kapałkowy Słup (Ľadový stĺp),
- Wrótka za Zębem (Vrátka za Ľadovým zubom),
- Kapałkowy Ząb (Ľadový zub),
- Wrótka za Basztą (Vrátka za Ľadovou baštou),
- Kapałkowa Baszta (Ľadová bašta),
- Niżnia Kapałkowa Ławka (Magurská lávka),
- Mała Kapałkowa Turnia (Malá Ľadová veža),
- Zadnia Kapałkowa Przełączka (Zadné ľadové sedielko),
- Zadnia Kapałkowa Czuba (Zadný Ľadový hrb),
- Pośrednia Kapałkowa Przełączka (Prostredné ľadové sedielko),
- Pośrednia Kapałkowa Czuba (Prostredný Ľadový hrb),
- Skrajna Kapałkowa Przełączka (Predné ľadové sedielko),
- Skrajna Kapałkowa Czuba (Predný Ľadový hrb)[2][4].

Pierwsze przejścia Kapałkowej Grani:
- letnie – Gyula Komarnicki i Roman Komarnicki, 30 lipca (od Lodowego Zwornika do Wrótek za Słupem) i 2 sierpnia (od Wrótek za Słupem na Małą Kapałkową Turnię) 1909 r.,
- zimowe – Čestmír Harníček, Arno Puškáš, Karel Skřipský i Jozef Velička, 26 marca 1953 r. (z Małej Kapałkowej Turni na Wyżnią Kapałkową Ławkę)[2].